# Дашков, Александр Михайлович
Александр Михайлович Дашков (латыш. Aleksandrs Daškovs; 1914 — 2004) — советский и латвийский певец (бас). народный артист Латвийской ССР (1954).

## Биография
Родился 3 (16 августа) 1914 года в Риге (ныне Латвия) в семье предпринимателя Михаила Дашкова.
Учился в Рижской Александровской гимназии и Латвийской консерватории (преподаватели — Герман Ядловкер и Эдуард Микелсонс), брал частные уроки пения у профессора Пауля Сакса в Риге и у бывшего солиста театра «Ла Скала» Убальдо Кароцци в Милане.
Был солистом Лиепайского театра (1940—1941), Государственного художественного ансамбля Латвийской ССР (1942—1944), Государственного театра оперы и балета Латвийской ССР (1944—1975). Неоднократно выступал с сольными концертами.
Супруга — певица (колоратурное сопрано) Эльфрида Пакуле (1912—1991).
Умер 3 декабря 2004 года в Риге, похоронен на Лесном кладбище.

## Награды и премии
- заслуженный артист Латвийской ССР (1945)
- народный артист Латвийской ССР (1954)
- Сталинская премия второй степени (1950) — за исполнение заглавной партии в опере «Борис Годунов» (1950)
- орден Красной Звезды (1946)
- орден Трудового Красного Знамени (1956)[1].
- стипендиат Латвийского культурного фонда
- премия «Алдарис»

## Творчество
- 1948 — «Фауст» Шарля Гуно — Мефистофель
- 1949 — «Борис Годунов» М. П. Мусоргского — Борис Годунов
- 1953 — «Жизнь за царя» М. И. Глинки — Иван Сусанин; «Русалка» А. С. Даргомыжского — Мельник; «Банюте» А. Калниня — Валгундис
- 1955 — «К новому берегу» М. О. Зариня — Пацеплис
- 1960 — «Севильский цирюльник» Дж. Россини — Дон Базилио[2].

## Награды и премии
- народный артист Латвийской ССР (1954)
- заслуженный артист Латвийской ССР
- орден Трудового Красного Знамени (3.1.1956)
- орден Красной Звезды (1946)
- медали
- Сталинская премия второй степени (1950) — за исполнение заглавной партии в оперном спектакле «Борис Годунов» М. П. Мусоргского (1949), поставленном на сцене ГАТОБ Латвийской ССР